# Małpy w zimie
Małpy w zimie (tytuł oryginalny: Маймуни през зимата) – bułgarsko-niemiecki film fabularny z roku 2006 w reżyserii Mileny Andonowej.

## Opis fabuły
Debiut reżyserski Mileny Andonowej. Film ukazuje historie trzech kobiet (Tana, Lukrecja, Dona). Opowieści o ich życiu rozdzielają dwudziestoletnie przerwy. Historia Cyganki Dony rozgrywa się w roku 1961. Jej jedynym bogactwem jest trójka dzieci, z których każde miało innego ojca. Aby zabezpieczyć ich przyszłość Dona wiąże się ze starym mężczyzną, kaleką. Dwadzieścia lat później toczy się opowieść o Lukrecji - młodej ciężarnej kobiecie, którą porzucił kochanek. Nieoczekiwanie w jej życiu pojawia się młody atrakcyjny mężczyzna, który proponuje jej wyjazd za granicę. Tanę poznajemy w 2001. Jest żoną bogatego biznesmena, ale od dawna czeka na upragnione dziecko. Ratunkiem może być wizyta w spa i spotkanie z atrakcyjnym masażystą.

## Obsada
- Bonka Ilijewa-Boni jako Dona
- Diana Dobrewa jako Lukrecja
- Angelina Sławowa jako Tana
- Walentin Tanew jako Lazar
- Adriana Andrejewa jako Zina
- Stefan Mawrodijew jako inwalida
- Julieta Kolewa jako Aisha
- Asen Blateczki jako Naczo
- Tonczo Tokmakczew jako Sziszko
- Stefan Germanow jako profesor
- Maria Karel
- Peter Krastew
- Sawa Lolow
- Iwan Sawow
- Filip Trifonow
- Martina Waczkowa

## Nagrody
- 2006: Festiwal Filmowy w Warnie - Złota Róża
- 2006: Międzynarodowy Festiwal Filmowy w Karlowych Warach - wyróżnienie

Film został zgłoszony jako bułgarski kandydat do nagrody Amerykańskiej Akademii Filmowej dla najlepszego filmu nieanglojęzycznego, ale nie został nominowany.